# Long Hưng A
Long Hưng A là một xã thuộc huyện Lấp Vò, tỉnh Đồng Tháp, Miền Nam Việt Nam.

## Địa lý
Xã Long Hưng A có vị trí địa lý:
- Phía đông giáp huyện Lai Vung
- Phía tây, tây bắc giáp xã Tân Mỹ
- Phía nam, đông nam giáp xã Long Hưng B
- Phía bắc, đông bắc giáp xã Tân Khánh Trung
- Phía tây nam giáp xã Vĩnh Thạnh.

## Hành chính
Xã được chia thành 5 ấp: Hưng Mỹ Tây, Hưng Mỹ Đông, Hưng Quới 1, Hưng Quới 2, Hưng Thành Tây.

## Di tích

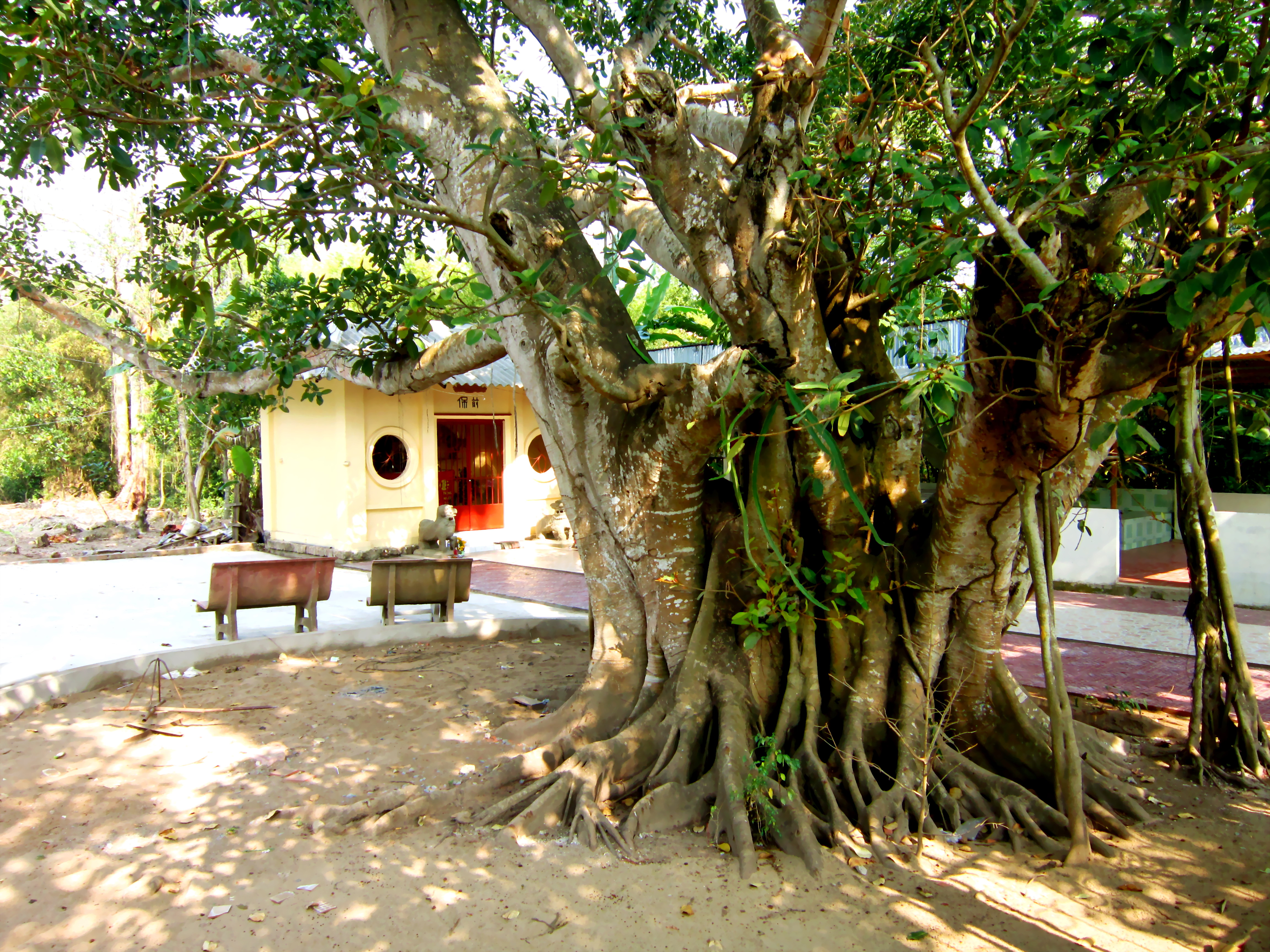
Ngôi miếu nhỏ thờ Gia Long bên cây da cao lớn ở Nước Xoáy

## Lịch sử